# معابد کامو
معبد کامو (به ژاپنی: 賀茂神社, Kamo-jinja) مجتمعی از معبد شینتویی در دو طرف رود کامو در شمال کیوتو است.
- ۲۹ آوریل ۱۸۶۳ (بونکیو ۳، در یازدهمین روز از ماه سوم): امپراتور کومی از معابد کامو بازدید انجام داد. او به همراه شوگون، تمام مقام‌های اصلی و بسیاری از اربابان فئودال بود. این اولین بازدید امپراتوری از زمان بازدید امپراتور گو-میزونو بیش از ۲۳۰ سال قبل بود؛ و از زمانی که امپراتور گو-دایگو در کنمو 1 (1334) هر دو معبد را گرامی داشت، هیچ امپراتوری از کامو بازدید نکرده بود.